# Alec Templeton
Alec Andrew Templeton (* 4. Juli 1909 in Cardiff; † 28. März 1963 in Greenwich, Connecticut) war ein britischer Komponist, Pianist, Radio- und Fernsehmoderator, der auch als Musikkabarettist tätig war.

## Leben und Wirken
Der von Geburt an blinde Templeton präsentierte bereits mit zwölf Jahren Musiksendungen bei der BBC. Er studierte Klavier sowohl an der Royal Academy of Music als auch am Royal College of Music in London. Seine Klavierlehrer dort waren Lloyd Powell und Isador Goodman. Bereits in dieser Zeit entstanden auch erste Kompositionen wie sein kammermusikalisches Trio für Flöte, Oboe und Klavier, für das er Anerkennung von Ralph Vaughan Williams erhielt.
1935 wurde er Mitglied der Band von Jack Hylton, mit dem er 1936 in die USA ging, wo er blieb und mit einer Reihe von Orchestern spielte und Radioauftritte in einigen Shows hatte. Erste Aufnahmen entstanden 1936 für das Label Varieties. Es wurden zwei Sätze mit vier Schellack-Platten herausgegeben. Der erste Satz trägt den Titel Musical Impressions und war musikkabarettistischer Natur. Der zweite Satz mit dem Titel His Own Compositions enthielt eigene Stücke wie die Topsy Turvy Suite, Ghost Rhapsody, Mother's Lullaby oder Bach Goes to Town.
Nach Unterzeichnung eines Plattenvertrags mit RCA Victor 1939 spielte er weitere parodistische und humoristische Stücke ein. Aufnahmen für andere Labels schlossen sich an. Ab 1939 hatte er eigene Radioshows, 1955 eine Fernsehshow It's Alec Templeton Time; auch trat er regelmäßig in den Shows von Bing Crosby auf. Templeton nahm Gershwins Rhapsody in Blue mit Andre Kostelanetz für Columbia auf. 1951/52 spielte Templeton mit dem Cincinnati Symphony Orchestra Jazz und klassische Werke. Dabei entstanden auch Aufnahmen für das  Remington-Label. Sein Gothic Concerto for Piano & Orchestra entstand 1954. Weiterhin experimentierte er mit dem neuen Aufnahmemedium Tonband und konnte so mittels Klavier und Tonband Klänge erzeugen, die denen von Les Paul auf der Gitarre ähnelten (Aufnahme mit halber Geschwindigkeit). Mit dieser Technik wurden zwei Alben veröffentlicht: Magic Piano bei Atlantic und Smart Alec bei ABC-Paramount. Er spielte auch zwei Alben für Kinder auf dem Riverside-Label ein: Children's Concert und Mother Goose Songs. 
Bekannte Kompositionen sind Scarlatti Stoops to Conga und Bach Goes to Town, das aus einem Präludium und einer Fuge besteht. Das Stück, das als erste Verwendung einer Fuge im Jazzbereich gilt, wurde in das Repertoire vieler Jazzbands aufgenommen, unter anderem gibt es allein zwei Arrangements für das Orchester von Benny Goodman.

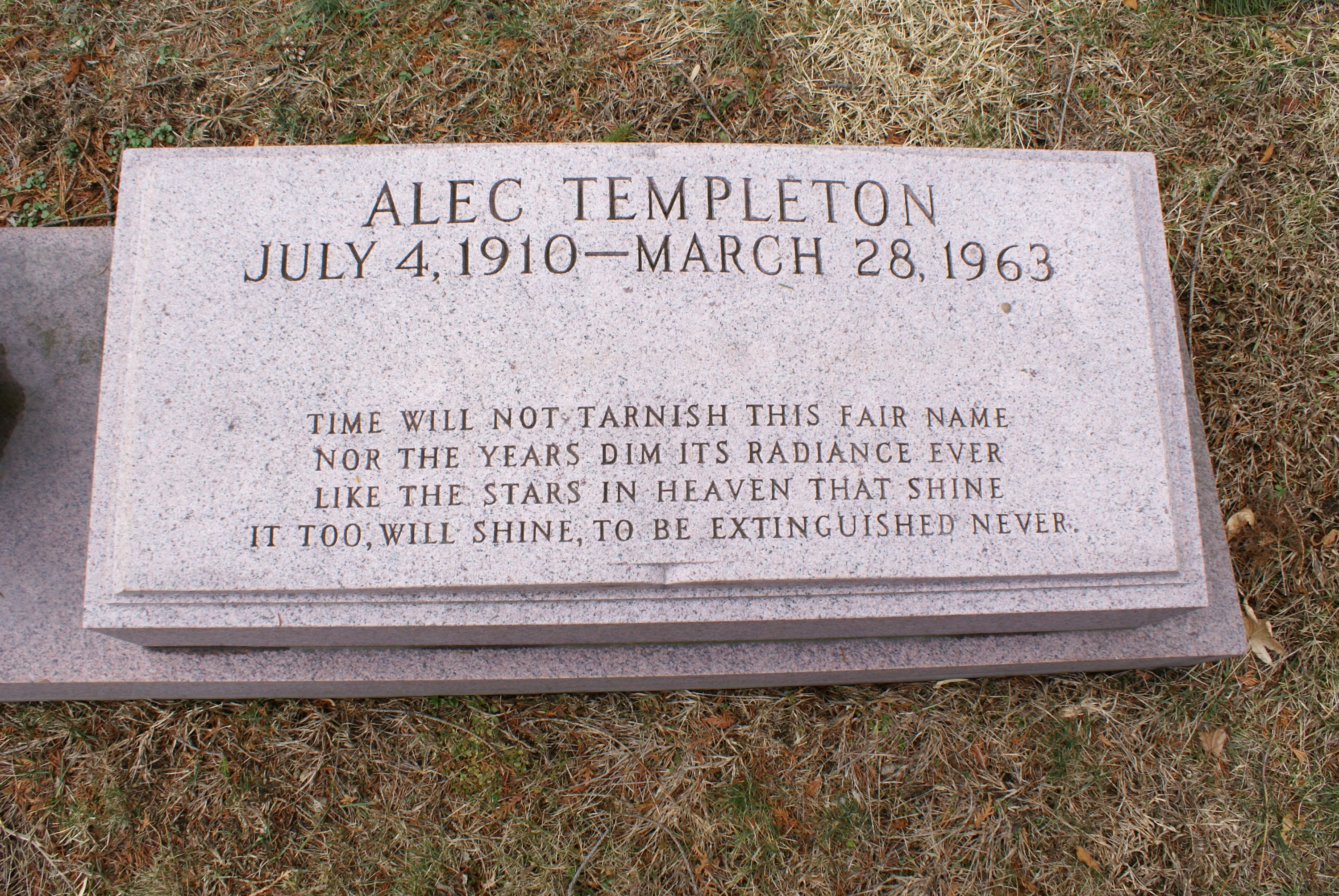
Grabstein